# 国后岛
国后岛（日语：／ Kunashiritō */?），俄称库纳希尔岛或库纳施尔岛（羅馬化：Kunashir），阿伊努语作库纳希里岛（羅馬化：Kunasir），是俄日爭議領土南千島群島（日本稱北方四島）的一個島嶼，位於該群島的最南端。現為俄罗斯實際控制，屬於远东联邦管区萨哈林州管轄；日本則認為應屬於北海道根室振興局管轄。國後島位於北海道岛东北，島西与知床半岛上的羅臼町隔根室海峡相望，島東北為國後水道。日本宣稱對包括該島在內的南千島群島擁有主權，要求俄罗斯將南千島群島歸還給日本。在行政上，日本於該島虛設國後郡，名義上屬於北海道管轄。國後郡下轄泊村、留夜別村兩個虛設的村級行政區，分別管轄該島西南半部及東北半部。目前俄罗斯在國後岛上驻有常备部队俄罗斯第18机枪炮兵师。

## 名称
该岛俄语和日语名稱都是源自阿伊努語中的（黑島）或（草島）。

## 歷史
鄂霍次克系人、绳文人和阿伊努人先后生活在这里。
1643年，荷属东印度公司的探险家马丁·黑利德松·弗里斯登陆得撫島，树起十字架，命名为“コンパニースラント”。择捉岛被命名为“スターテンライト”。他登陆国后岛，绘制了地图并宣称这里属于荷属东印度公司。次年，正保国绘图中记录了国后岛，名称是“くなしり”。《津轻一統志》记载，松前的和人在1647年访问了“らつこ島”和“くなしり岛”。《勢州船北海漂着記》记载，伊势国松坂市七郎兵衛遭船难，漂到得撫島，以“くる尻”的名称记载了国后岛，经由择捉岛和国后岛回到江户。1713年，伊万·彼德罗维奇·柯兹列夫斯基记录了国后岛上阿伊努人富有，不清楚他们是独立的、从属于北海道或是依附于日本藩名。1731年，岛上的土人开始向松前藩进贡。
1754年，它属于松前藩开设的国后场所，作知行地。起先，国后场所还包含择捉岛和得抚岛。商人雇佣阿伊努人经营贸易和渔业基地。据斯托罗热夫（Сторожев）那颜说，岛民在1755年向俄罗斯交了牙萨克。1760年代，俄国人开始频繁地出现在国后岛，他们将国后岛绘入俄国地图，但不能有效地控制。1769年，伊万·乔尔尼（Иван Чёрный）报告岛上有日本堡垒。对商业交易和工作条件不满意的阿伊努人于1789年5月袭击在国后岛泊开设的运上屋，蔓延至对岸的根室和标津地区，发展为大规模的“寛政虾夷之乱”。松前藩派出260人的镇压部队，处决了37名阿伊努人的主谋，起义被镇压。经营者更换，劳动条件得到改善。1811年，瓦西里·米哈伊洛维奇·戈洛夫宁调查千岛群岛，在国后岛上被幕府役人調役奈佐瀬左衛門抓去函馆。1813年彼得·伊万诺维奇·里科尔德率戴安娜号前往日本幕府谈判，戈洛夫宁被释归国。

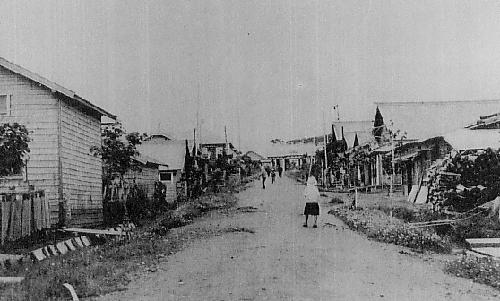
战前的村庄

1855年的《日露和親条約》确认国后岛属于日本，阿伊努人开始成为日本公民。依據1875年簽訂的日俄樺太、千島交換條約，庫頁島屬俄國，千島群島仍屬日本。1897 年，国后岛和标津町通过一条25公里长的电缆连接，该电缆于同年延伸至择捉岛。然而，由于1899年流冰频繁发生，标津-国后-择捉路段被废除，取而代之的新路线由根室出发，一直运营到二战结束。战前，在国后岛建立日本的村庄、政府和神社。岛上沿海散布着80多个渔民聚落，捕捞海带、鲑鱼和螃蟹，罐头业蓬勃发展，还有畜牧业、开采金属和硫磺。从北海道有渡船可到达泊村。

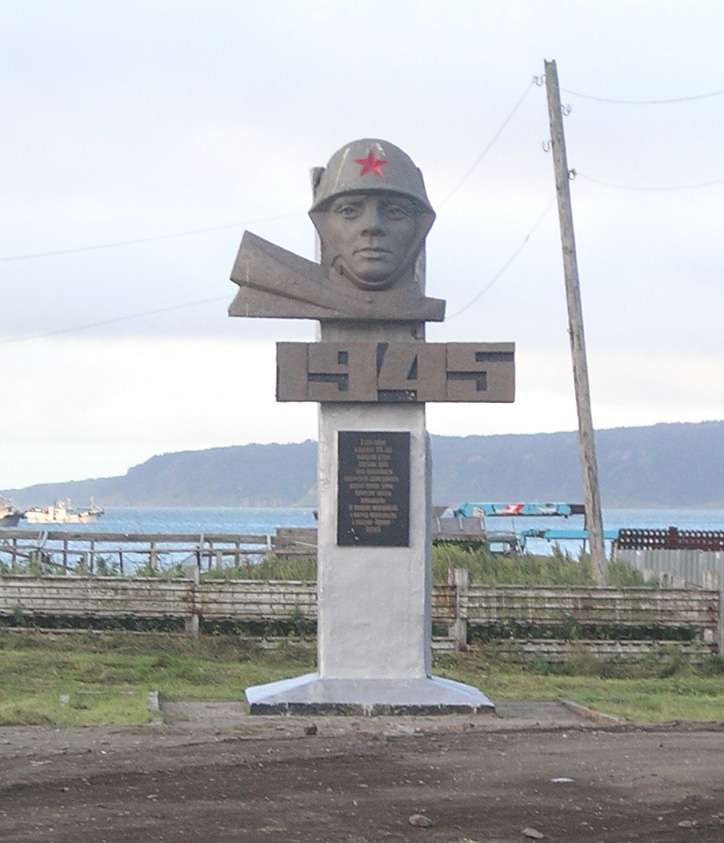
苏联建立的纪念占领士兵的雕像

1945年，苏联宣布废除日苏中立条约，发起八月风暴。蘇聯根据《雅尔塔协定》，佔領含此岛在内的南千岛群島。9月1日晨6时，苏军登陆。6小时后，苏联情报局宣布全岛被占领。根据《波茨坦公告》，国后岛归苏联占领。1946年1月29日，GHQ 下达联合国最高司令官指令，暂停日本管理千岛群岛；次月20日，苏联宣布将千岛群岛并入苏联领土；3月，岛上的通货由日元变更为卢布；12月，GHQ 与苏联协商，在1948年前驱逐所有在岛上的日本居民到北海道。在战前村庄古釜布上修筑城市南库里尔斯克。
岛为苏联占领后，国后岛成为《日美安保条约》下对抗日本的前线，苏军部署了许多军事基地和边防基地。之后，日本政府表示，国后岛将被纳入千岛群岛，千岛群岛将在议会审议与《旧金山和平条约》有关的过程中放弃主权。此后，与苏联的官方外交继续中止，冷战和朝鲜战争爆发。1953年10月，两名日本男子接到美軍情報部無線局的命令潜入该岛调查机场，被蘇聯看守發現，一人被槍殺，一人被捕，事件保密。1956年，日苏和平条约谈判，日本要求苏联归还千岛群岛，被拒否，同年发表《日苏共同宣言》。1967年苏联同意部分日本人上岛拜坟，后来又中止。1969年，由于战争和占领以来管理不善，日本坟头只剩200多块。国后岛作为边疆地区，工作的人可以获得优待，到了1989年有7,766人居住。

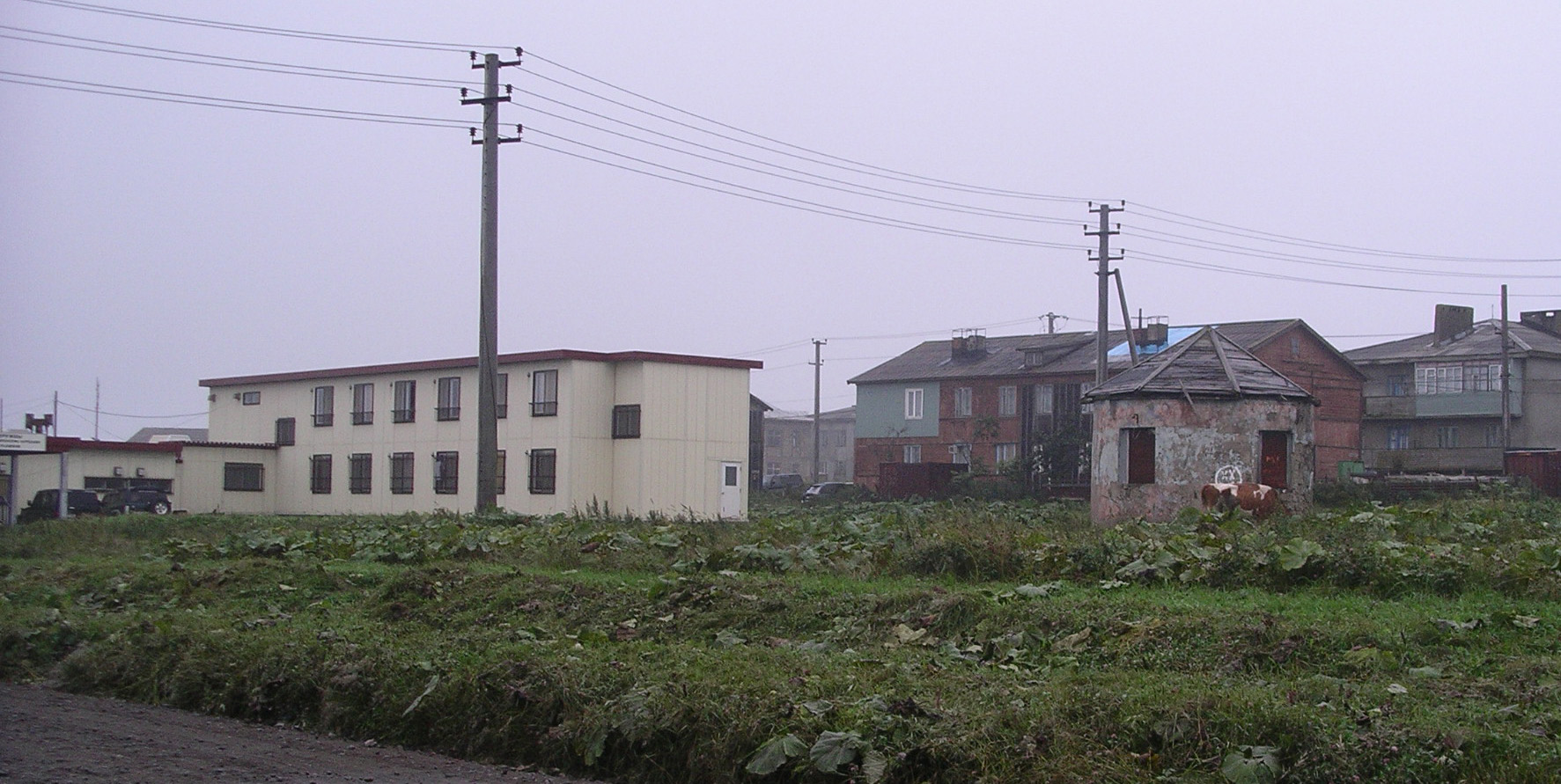
友好之家

1991年苏联解体，俄罗斯接管千岛群岛。次年开展了北方四島交流事業。经济衰退使人口下降，当地人迁往俄罗斯本土。俄罗斯同意归还北方四岛中的两岛以换取日本经济援助，惟日本方拒否部分返还方案。1998年鈴木宗男访问该岛，向俄罗斯提供经济援助。日俄友好之家建立。鈴木宗男事件后大规模的经济援助被切断，免签证保留。俄罗斯政府利用2000年代显着的经济增长促进岛人口增长。联邦政府于2006年制定的《库里尔諸島社会经济发展計画》，在2015年之前侧重于对落后的交通基础设施开发、地热发电厂安装、旅游开发等方面的投资，扩建港口，特别是使地热发电的电力盈余容量增加四倍，将给日本、中国和韩国所呼吁的投资和发展带来压力。现在国后岛上的居民主要住在南库里尔斯克，岛上大部分地方无人居住。岛上6成的地带设为保护区，禁止平民进入。2010年11月1日，梅德韦杰夫总统首次以俄罗斯国家元首的身份视察该岛。2021年，国后岛的俄公民瓦斯·菲尼克斯·诺卡尔德（化名）从国后岛游往北海道以躲避普京政府的控制，向日政府提交难民申请；日政府认定他在日领土内迁徙，难以处理他的申请。2017年12月，日本政府「地震調查委員會」發布地震預測，預測該區可能會發生8.8規模強震。2022年4月发生了日本北海道观光船沉没事件，日本方请求双方合作寻找遇难者，俄方接受。

## 地理

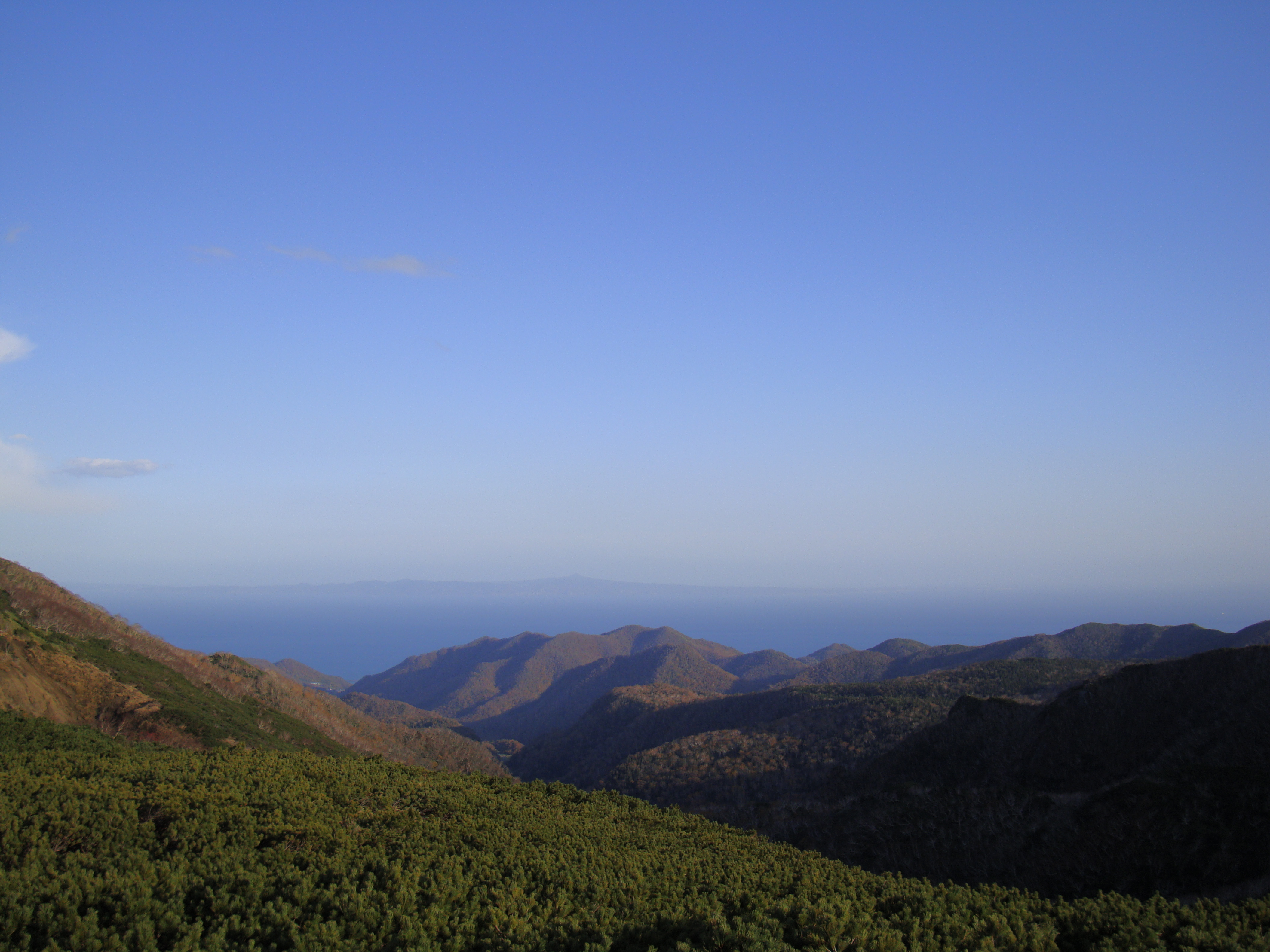
從知床岬遙望国后岛

东北-西南方向延伸123公里，宽7到30公里，面積為1,498.56平方公里，在南千岛群岛中面積僅次於擇捉島。海岸线长度达343.4公里。其南部是长达8.5公里的狭窄的沙质韦斯洛夫斯基半岛，北部是洛夫佐夫半岛，附近有一个小岛皮科岛（Пико）。地形陡峻，最高峰为火山爷爷岳，海拔1822米，1973年7月曾大喷发。国后岛上的最大城鎮為南庫里爾斯克（過去在日治時期為國後郡泊村古釜布），最北部城镇近布内（Отрада）也有少量人口分布。地質上為千島火山帶最南端。
隔国后水道与择捉岛相望，距22公里。向西25公里，隔根室海峡能看到北海道的根室半岛。西南跨野付水道可见野付半岛，隔16公里。向东南有南千島海峡，57公里外是小千岛群岛的色丹岛。
全岛有三座山脉，将全岛分为四部分，南部有平坦处，北部是多库恰耶瓦山脉。岛上火山成于第三纪和第四纪交时，有爷爷岳、岩山、ルルイ岳、罗臼山和泊山五座活火山。罗臼山坡上多温泉，利用火山活动建立起门捷列夫斯卡亚地热发电厂。鄂霍茨克海和太平洋沿岸也有一些温泉。
东北部有西ビロク湖和東ビロク湖，中部有ニキショロ湖和古釜布沼，南部分布着東沸湖、一菱内湖和ケラムイ湖。岛上河流短，降水多而很少干涸。里科尔达（Рикорда）河、别洛焦尔斯卡亚（Белозёрская）河、博加耶夫斯科格（Богаевского）河、秋里纳（Тюрина）河、弗拉索瓦（Власова）河、谢列金卡（Серединка）河、特列加科瓦（Третьякова）河、安德列耶夫卡（Андреевка）河、列斯纳亚（Лесная）河和萨拉托夫斯卡亚（Саратовская）河分布全岛。
整个岛屿的气候是潮湿的温带海洋性气候，受到鄂霍次克海和太平洋周围水域的强烈影响，形成东亚季风。国后岛的鄂霍次克海沿岸由黑潮-宗谷洋流的一个分支影响，比太平洋沿岸温暖；太平洋海岸由寒冷的千岛-堪察加洋流或親潮影响。与克里米亚南部海岸的度假胜地位于同一纬度，温度比克里米亚冷而比库页岛暖。春天寒冷而持久，夏季潮湿凉爽多雾，秋季漫长温暖干燥，冬天温和多雪。12月至4月气温比平均气温低，夜间霜冻可能持续到5月底。在南库里尔斯克的2月平均气温是-5.6℃，在8月是15.5℃，年平均气温5.2℃，与莫斯科大约相当。较莫斯科来说秋冬季节更温暖，春季和夏季更冷。国后岛总积温平均约为1700℃，在千岛群岛最高。知床半岛的山脊部分保护了西南海岸的海风，气候更加温暖，8月平均气温达到17℃，年平均气温超过6℃。最温暖处是奥焦尔诺伊（Озёрной）河谷，有全岛唯一的大面积落叶林。通常从8月下半月开始的千岛群岛夏秋不寻常的自然气候现象中，强大的热带气旋台风伴着大雨和大风，有时两三天内降下两个月的降水量，阵风高达38 m/s。南千岛群岛地区年降雨量大，在南库里尔斯克，年平均降雨量1,269毫米。雨热同期。9月最湿润，2月最干燥。8月上半最适合游览该岛。

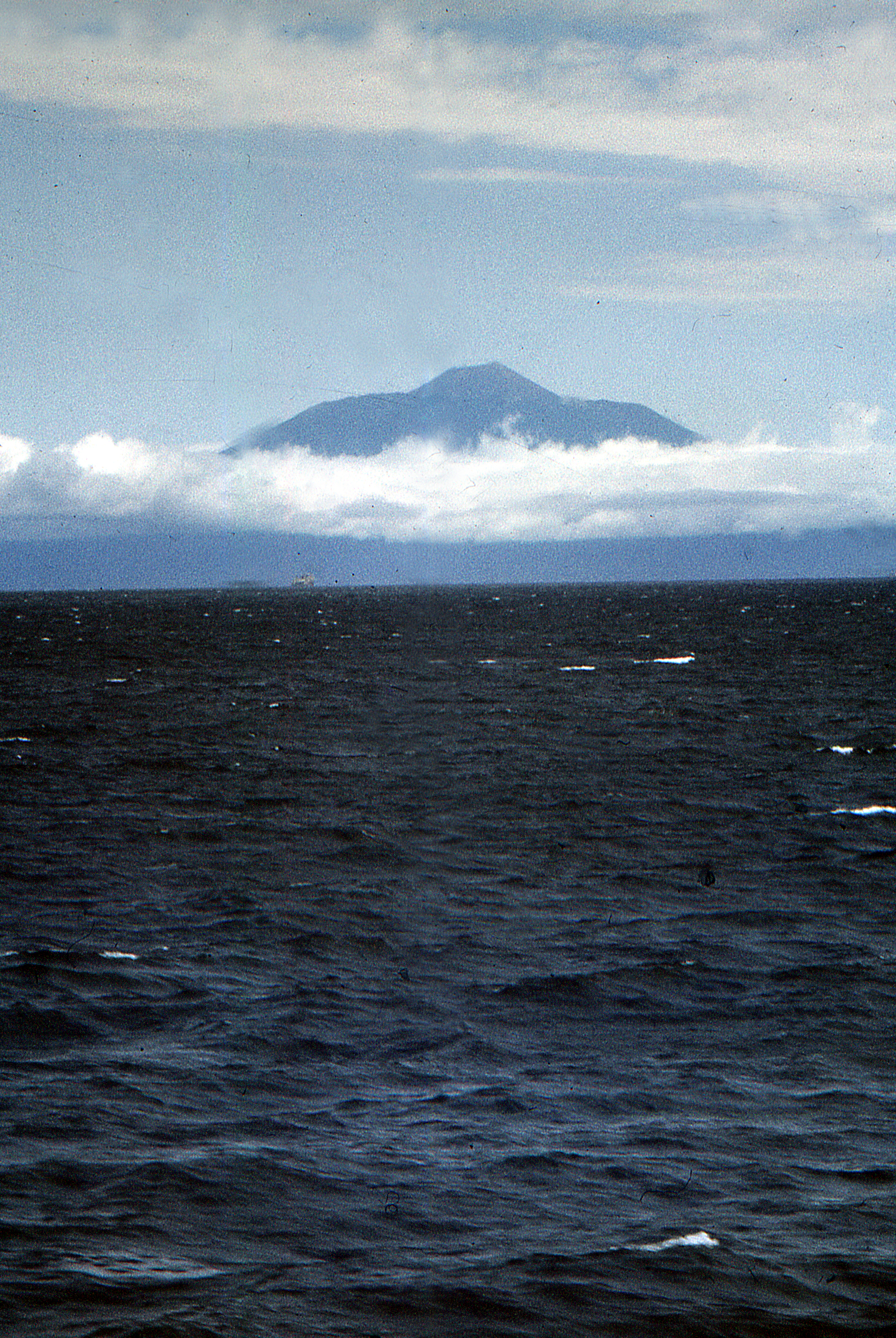
爷爷岳
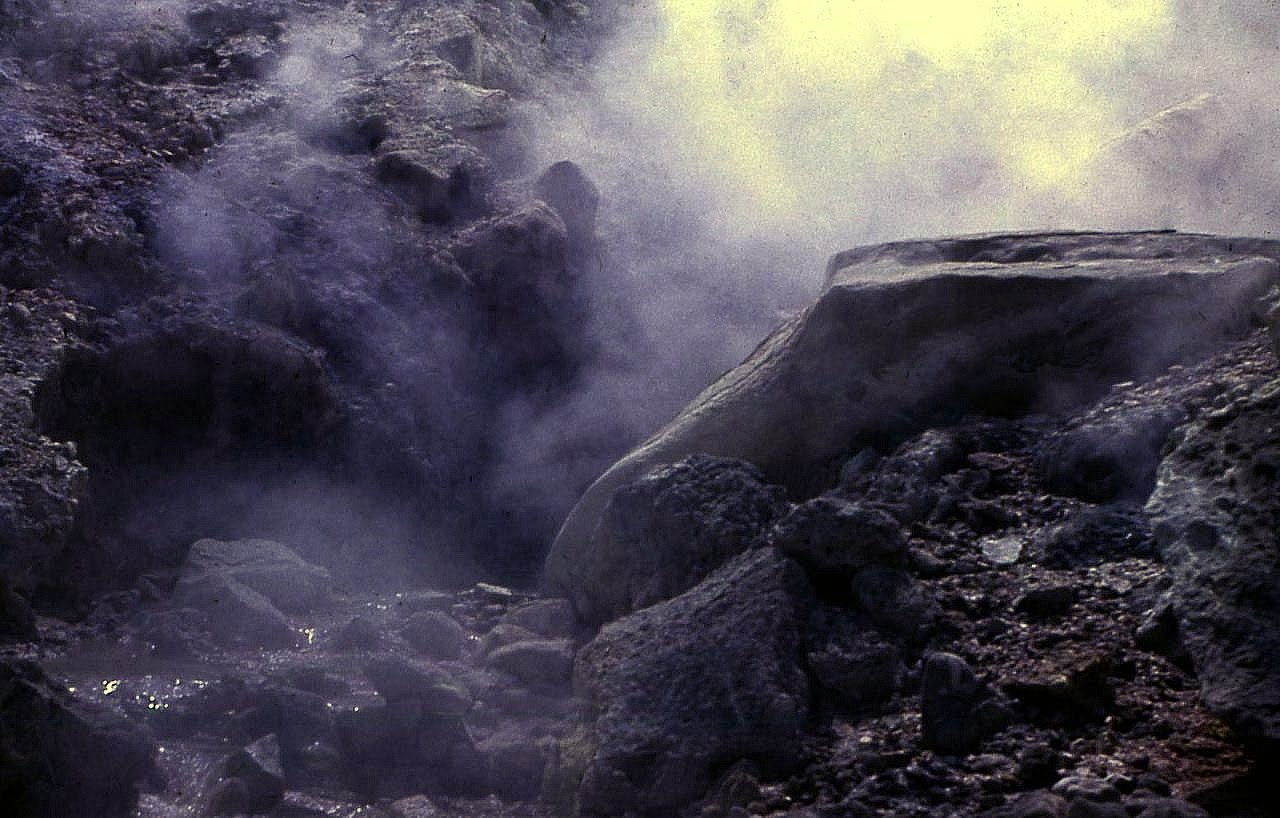
罗臼山
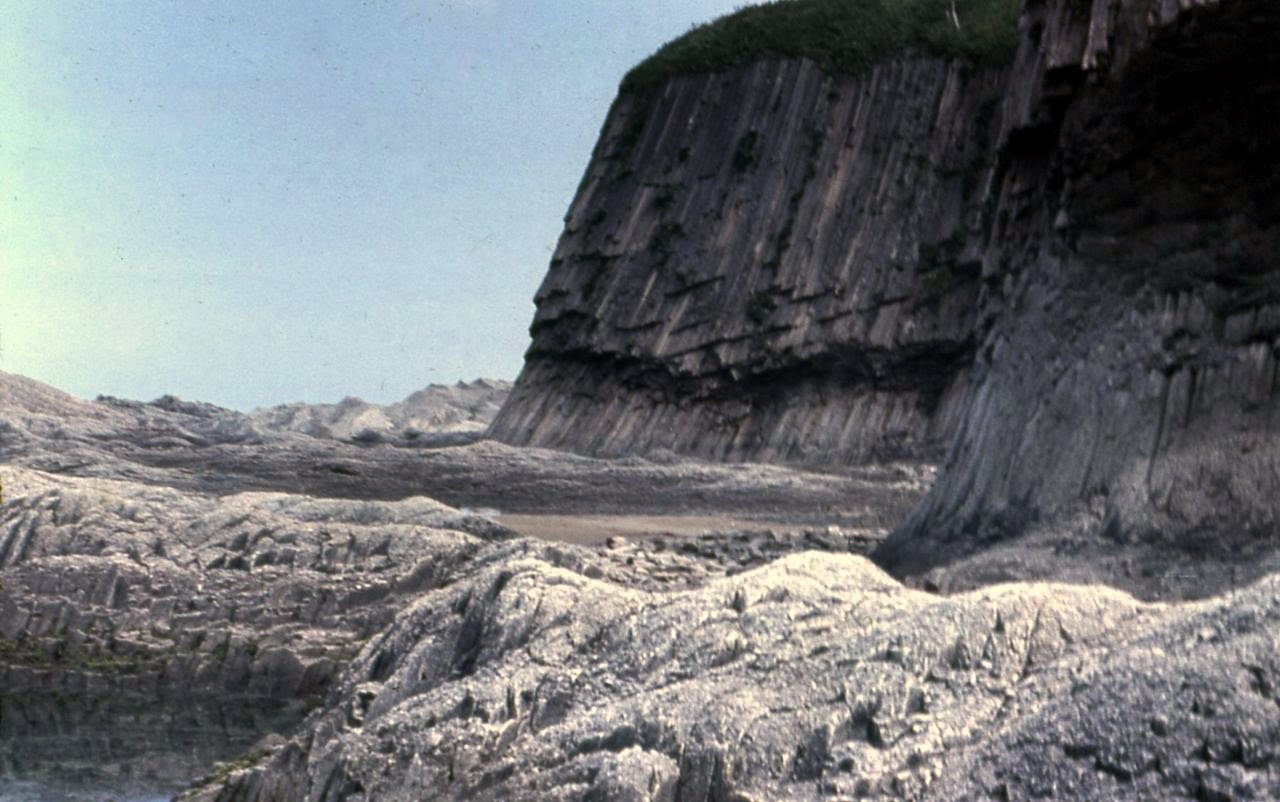
海角
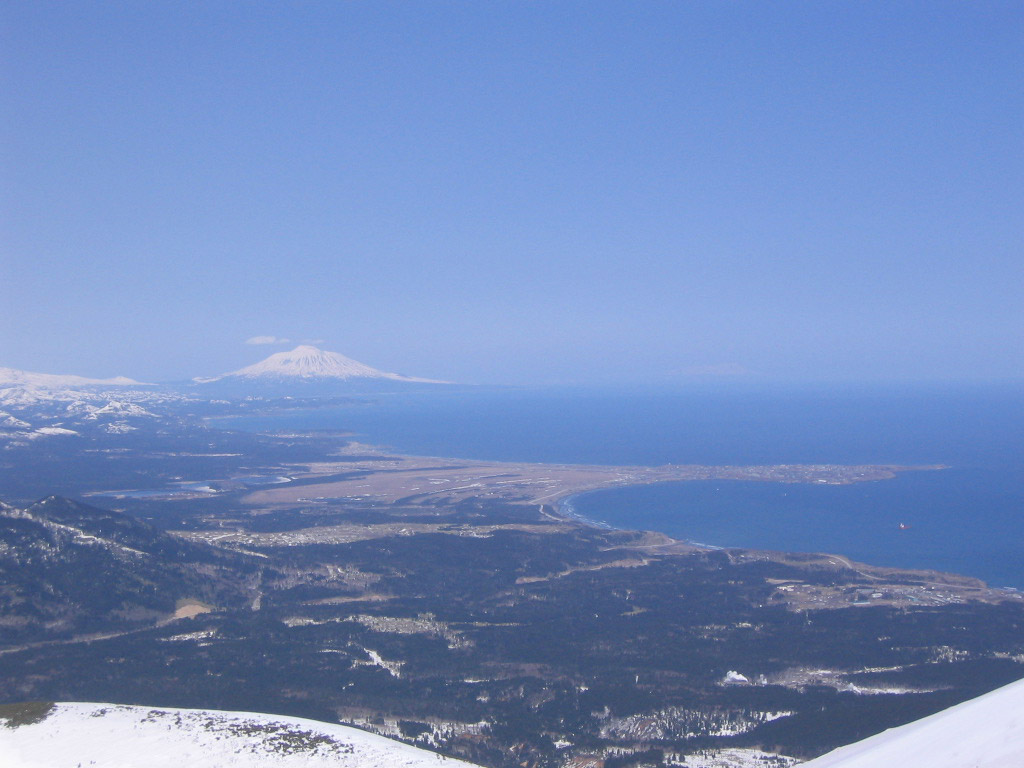
俯看国后岛

## 人口
根据1930年的人口普查，岛上居住着8300名日本人，阿伊努人要么被重新安置在色丹岛和北海道，要么被同化。战前日本千岛群岛几乎一半的平民人口（48.8%）居住在该岛，现代人口是在与苏联大陆领土的交换过程中形成的。1990年代由於經濟狀況不佳，人口曾經減少。1994年10月4日北海道東方發生Mw8.2地震，南庫里爾斯克受到三公尺高的海嘯襲擊。該次地震約使三分之一的島民離開国后岛。2006年全岛人口6801人，2007年大约8000人。2018年人口為8531人。

## 生物
国后岛的动物群明显比千岛群岛内其他岛屿丰富。有棕熊、紫貂、花栗鼠、黄鼠狼、欧洲水鼬、色丹田鼠、库页鼩鼱、赤鼠、棕背䶄等哺乳动物。鸟类有丘鹬、小啄木鸟、红麻雀（极为罕见）、鸳鸯、翠鸟、澳南沙锥、杂色山雀、紫背椋鸟等。国后岛是鱼鸮的家园。自1960年代以来，冠鱼狗也开始在岛上筑巢，日本绣眼鸟和红翅绿鸠很少见。丹顶鹤开始在韦斯洛夫斯基半岛筑巢，出现了54对。自1990年代后期以来骨顶鸡也出现了。许多海鸟在岩石上筑巢。两栖动物有3种，爬行类有3种长虫，在千岛群岛内国后岛是唯一有爬行类的岛。
水域居住着海豹，包含北海狮、海獭和斑海豹。栖息地主要在太平洋一侧。几乎所有岛海豹的栖息地都局限于靠近国后水道的鄂霍次克海一侧的北部，只有一个接近太平洋。虎鲸、小鳁鲸、海豚和港湾鼠海豚在附近海中活动。至2012年，岛上生活着17匹美洲野马。

## 通讯

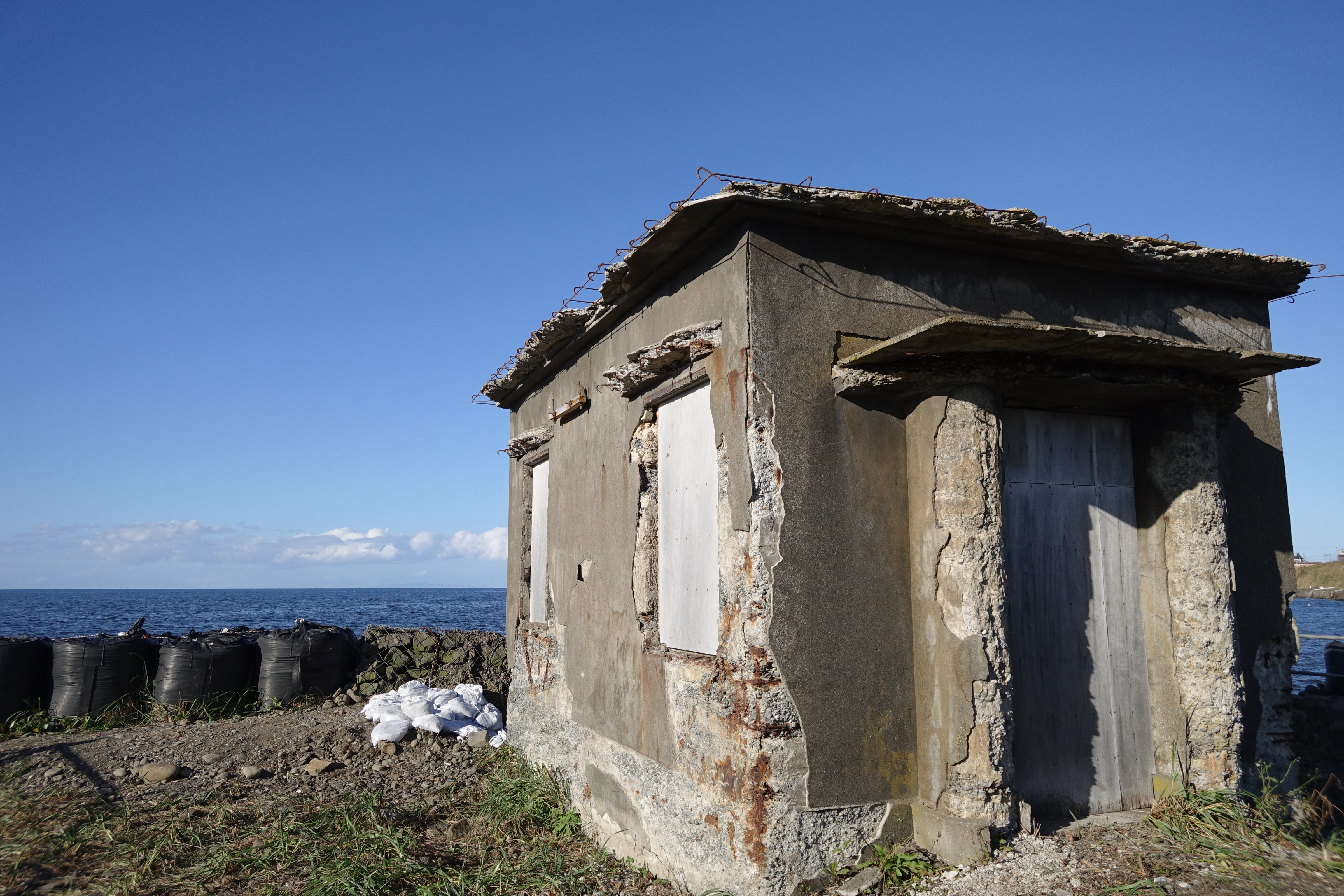
根室国後間海底電信線陸揚施設

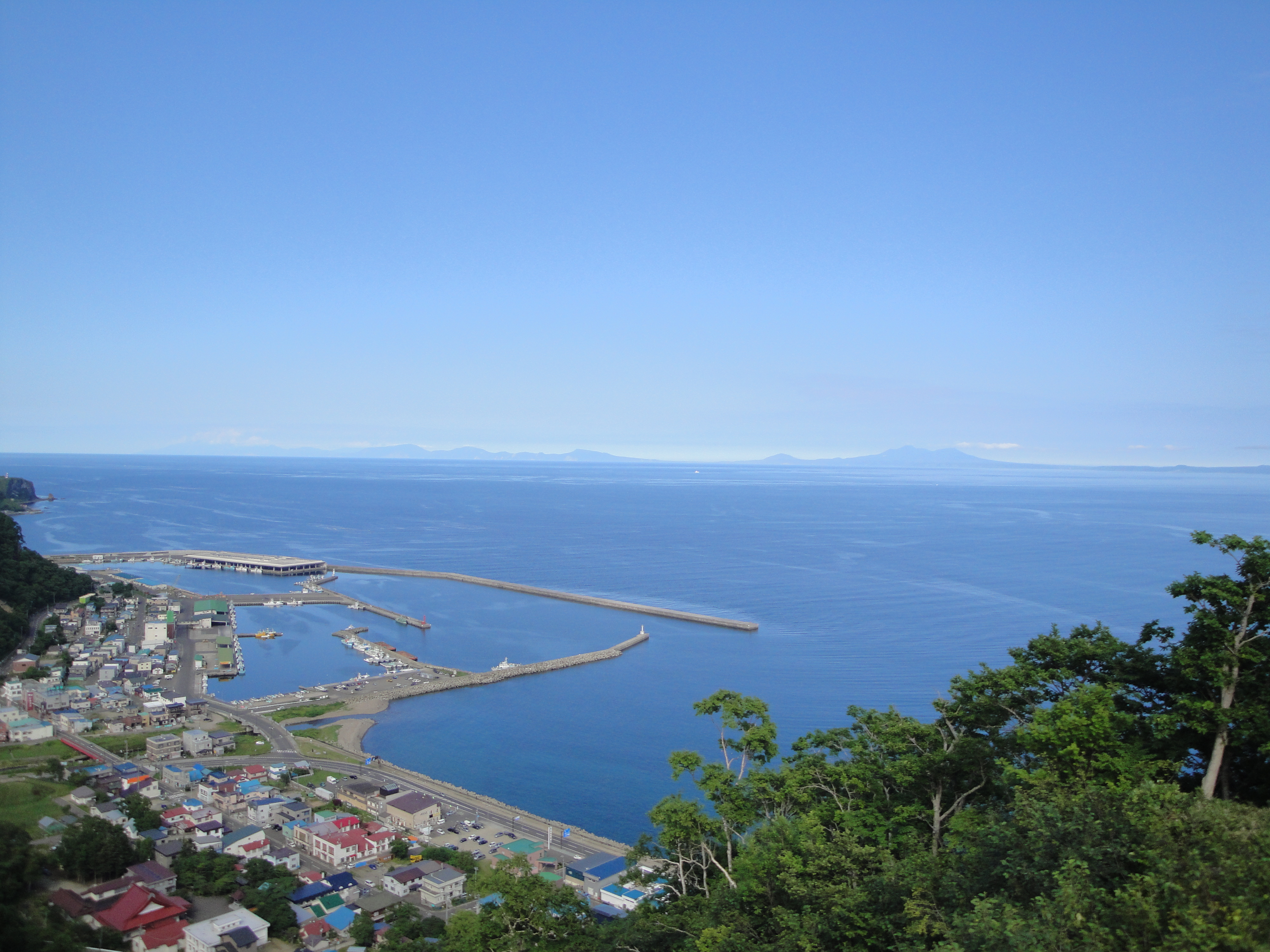
從羅臼國後展望台眺望國後島

1900年，递信省铺设了38公里长的海底电缆，用于国后岛和根室市之间的通信。1935年根室市设置了根室国後間海底電信線陸揚施設，该设施于2021年被指定为登録有形文化財。这条海底电缆在第二次世界大战后被切断并保持原样，在1999年，为便利扇贝捕捞，靠近海岸的1.5公里被拆除。
國後島大多数居民以SECAM制式的電視訊號收看俄羅斯電視節目。過去如果擁有NTSC制式的电视机，便能觀看來自日本的電視節目，北海道放送亦曾在北部的天气预报放送中插入了俄语信号。2011年7月，俄羅斯停止播送類比電視訊號，改為數位無線電視。由于频率和输出功率不同，现在在岛上很难收看日本电视節目。
无线电广播 AM 972 kHz/0.2 kW，南库里尔斯克中继站 FM 69.68 MHz，放送时间日本时间从4点到23点，尚未得到证实。放送系统是 Radio Mayak。固定电话和邮政服务基本上都是国际电话和国际邮件到俄罗斯。一家俄罗斯手机公司 Megafon已进入该岛，可以使用，但方法是 GSM，无法连接3G，在南库里尔斯克和戈洛夫尼诺附近。据推测，日本的手机能够连接到岛上的漫游设备，但尚未得到证实。在西北海岸或山上可以使用日本国内电话连接北海道側的基地局而拨打。

## 引用
1. ↑  . 中俄投资促进网. 2004-08-26  [2017-04-08]. （原始内容存档于2017-08-16）.
2. ↑  . 俄罗斯卫星通讯社. 2018-07-22  [2019-07-09]. （原始内容存档于2020-12-08）.
3. ↑  . 俄罗斯卫星通讯社. 2018-06-17  [2019-07-09]. （原始内容存档于2020-12-08）.
4. ↑  北海道庁.  (PDF). 北海道庁.   [2017-08-16]. （原始内容存档 (PDF)于2018-04-17）.
5. ↑  . 朝日新聞.   [2023-07-12]. （原始内容存档于2014-02-25）.
6. ↑  .   [2023-07-12]. （原始内容存档于2021-11-27）.
7. ↑  Seekwoo Lee.  (学位论文). International Boundaries Research Unit, Department of Geography, University of Durham, UK. 2001  [2023-07-12]. ISBN 1-897643-44-6. （原始内容存档于2020-07-20） （英语）.
8. ↑  Ципоруха М. . Энас-книга. 2012. ISBN 978-5-91921-130-3.
9. ↑  Нечаев А.  (学位论文). Вокруг света. 2002  [2015-09-21]. （原始内容存档于2015-10-01） （俄语）.
10. ↑  林明德 <日本近代史> P107
11. ↑  . （原始内容存档于2019-11-28） （俄语）.
12. ↑  新聞速報【中央社】,"中俄國後島養海參 要日吃鱉？".   [2012-10-07]. （原始内容存档于2011-02-18）.,中國時報,2011-02-15.
13. ↑  .   [2023-07-12]. （原始内容存档于2014-07-14）.
14. ↑   (PDF). 根室市.   [2023-07-12]. （原始内容 (PDF)存档于2017-04-12）.
15. ↑  . 『朝日新聞』(朝刊 12版 15面). 1968年3月19日.
16. ↑  . 47NEWS （ソースは共同通信、2010年11月1日付、2013年2月19日閲覧）.   [2023年7月12日]. （原始内容存档于2013年6月6日）.
17. ↑  . ebc. 2017-12-19  [2017-12-20]. （原始内容存档于2017-12-22） （中文（臺灣））.
18. ↑  . ftv. 2017-12-19  [2017-12-20]. （原始内容存档于2017-12-22） （中文（臺灣））.
19. ↑  .   [2014-04-20]. （原始内容存档于2016-03-04）.
20. ↑  .   [2023-07-12]. （原始内容存档于2020-03-26）.
21. ↑  Худяков Н.Г.  (学位论文). Геология зоны перехода от Азиатского материка к Тихому океану: 246—263. 1968.
22. 1 2  .   [2023-07-12]. （原始内容存档于2019-06-21）.
23. ↑  .   [2014-04-20]. （原始内容存档于2014-04-21）.
24. ↑  .   [2014-04-20]. （原始内容存档于2014-04-21）.
25. ↑  .   [2023-07-12]. （原始内容存档于2015-12-08）.
26. ↑  .   [2023-07-12]. （原始内容存档于2014-04-24）.
27. ↑   （俄语）.
28. ↑  .   [2023-07-12]. （原始内容存档于2016-12-29） （英语）.
29. ↑  .   [2014-04-24]. （原始内容存档于2014-04-25）.
30. ↑  .   [2023-07-12]. （原始内容存档于2016-03-10）.
31. ↑  .   [2023-07-12]. （原始内容存档于2014-11-22）.
32. ↑  .   [2023-07-12]. （原始内容存档于2017-10-23）.
33. ↑  .   [2023-07-12]. （原始内容存档于2012-04-25）.
34. ↑  .   [2023-07-12]. （原始内容存档于2016-03-10）.
35. ↑  .   [2016-12-09]. （原始内容存档于2016-12-20）.
36. ↑  Неведомская И. А. .   [2023-07-12]. （原始内容存档于2023-02-02）.
37. ↑  .   [2023-07-12]. （原始内容存档于2016-12-01）.
38. 1 2 3  . 北海道新聞.   [2021-10-10]. （原始内容存档于2021-10-23）.
39. ↑  日本放送協会. . NHKニュース.   [2021-10-09]. （原始内容存档于2022-06-29）.

## 外部連結
- Расписание отливов-приливов по Сахалинской области（页面存档备份，存于）（俄文）
- 国後島の山岳展望図（页面存档备份，存于） （日語）